# Simulium diversibranchium
Simulium diversibranchium är en tvåvingeart som beskrevs av Lutz 1910. Simulium diversibranchium ingår i släktet Simulium och familjen knott. Inga underarter finns listade i Catalogue of Life.